# Calamaria melanota
Calamaria melanota là một loài rắn trong họ Rắn nước. Loài này được Jan mô tả khoa học đầu tiên năm 1862.

## Hình ảnh

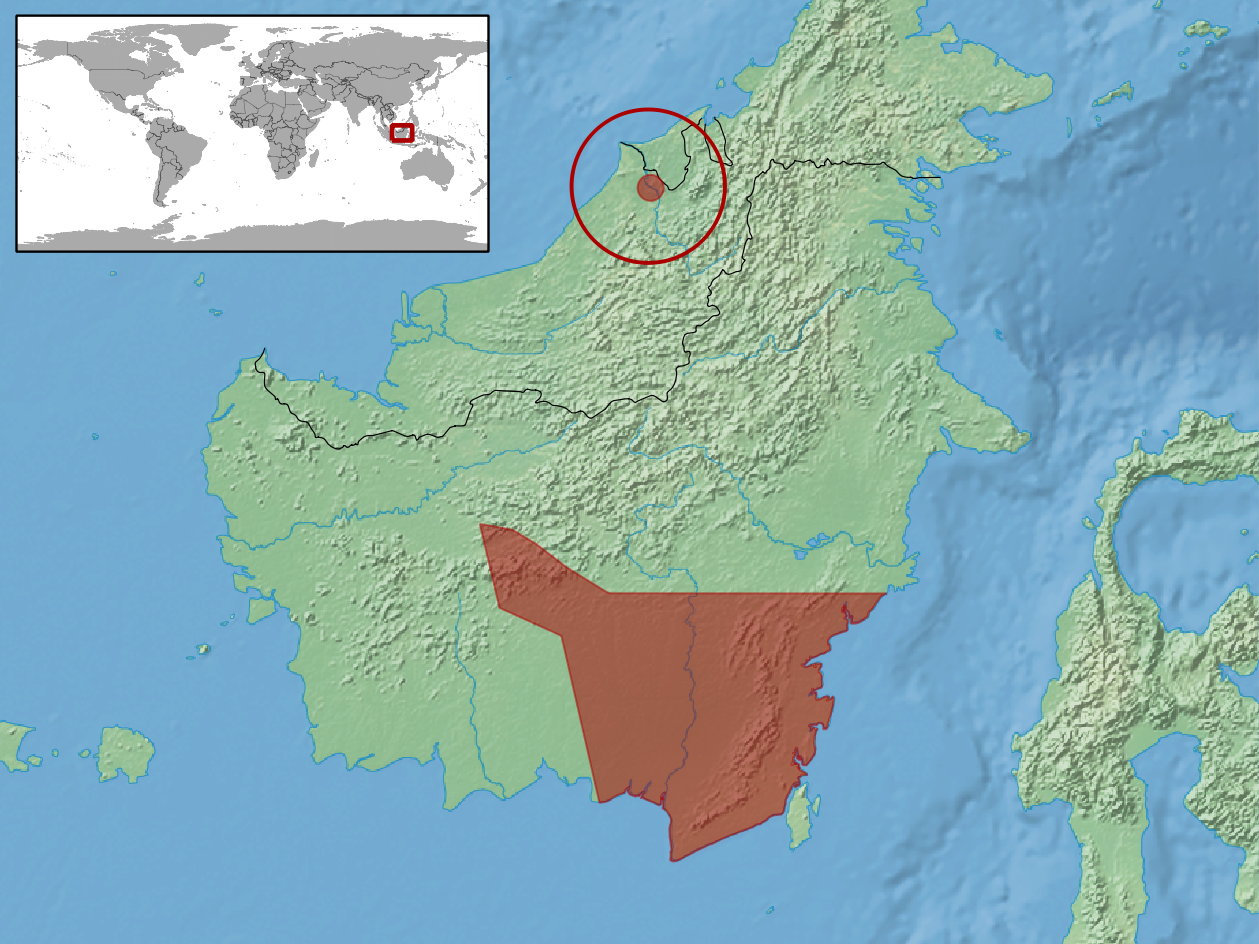